# Малі Долини
Малі́ Долини (до 1946 року - Долини Малі) — село в Україні, у Львівському районі Львівської області. Населення становить 50 осіб. Орган місцевого самоврядування - Рава-Руська міська рада.

## Історія
До 1940 року Малі Долини входили до складу села Потелич.